# Get Your Sting and Blackout World Tour
Get Your Sting and Blackout World Tour es la vigésima primera gira mundial de conciertos de la banda alemana de hard rock y heavy metal Scorpions, para promocionar el álbum Sting in the Tail de 2010. Comenzó el 15 de marzo de 2010 en el O2 Arena de Praga en la República Checa y culminó el 29 de noviembre de 2014 en el recinto Palais 12 de Bruselas en Bélgica. El 25 de enero del mismo año, la banda anunció a través de su página web que Sting in the Tail sería la última producción de su carrera y con la respectiva gira celebrarían su despedida de los escenarios. Sin embargo, entre fines de 2011 y mediados de 2012 reconsideraron la idea y decidieron continuar con su carrera e incluso en 2015 anunciaron la publicación de un nuevo álbum de estudio.
La extensa gira de más de 200 fechas por varios países del mundo se dividió en tres secciones; Get Your Sting and Blackout World Tour (15 de marzo de 2010 al 8 de octubre de 2011), Final Sting Tour (4 de noviembre de 2011 al 17 de diciembre de 2012) y Rock 'N' Roll Forever Tour (14 de julio de 2013 al 29 de noviembre de 2014). Gracias a esta extensa gira les permitió tocar por primera vez en Bolivia, Moldavia, Marruecos y Baréin.
Get Your Sting and Blackout World Tour se convirtió en una de las giras más exitosas de la banda en el último tiempo, ya que según datos entregados por el sitio Pollstarpro Scorpions recaudó 35,4 millones de dólares en 75 de los 88 shows dados en 2010; 29,6 millones de dólares en 43 de los 46 shows dados en 2011; 32,7 millones de dólares en 71 de los 77 shows dados en 2012; 7,4 millones de dólares en 16 de los 27 shows dados en 2014. En conclusión y sobre la base de los datos publicados por el mencionado sitio web, Scorpions se presentó ante 1 700 231 personas en 205 de los 260 conciertos y recaudó 105,1 millones de dólares. Cabe señalar que en 2013 la banda no ingresó en los 100 tours más exitosos del año, por ello Pollstarpro no posee cifras de las presentaciones de ese año. Por dicha razón, la cantidad de personas que presenciaron los distintos conciertos de la gira podrían incluso superar las 2 millones y la recaudación podría bordear los 120 millones de dólares.

## Antecedentes

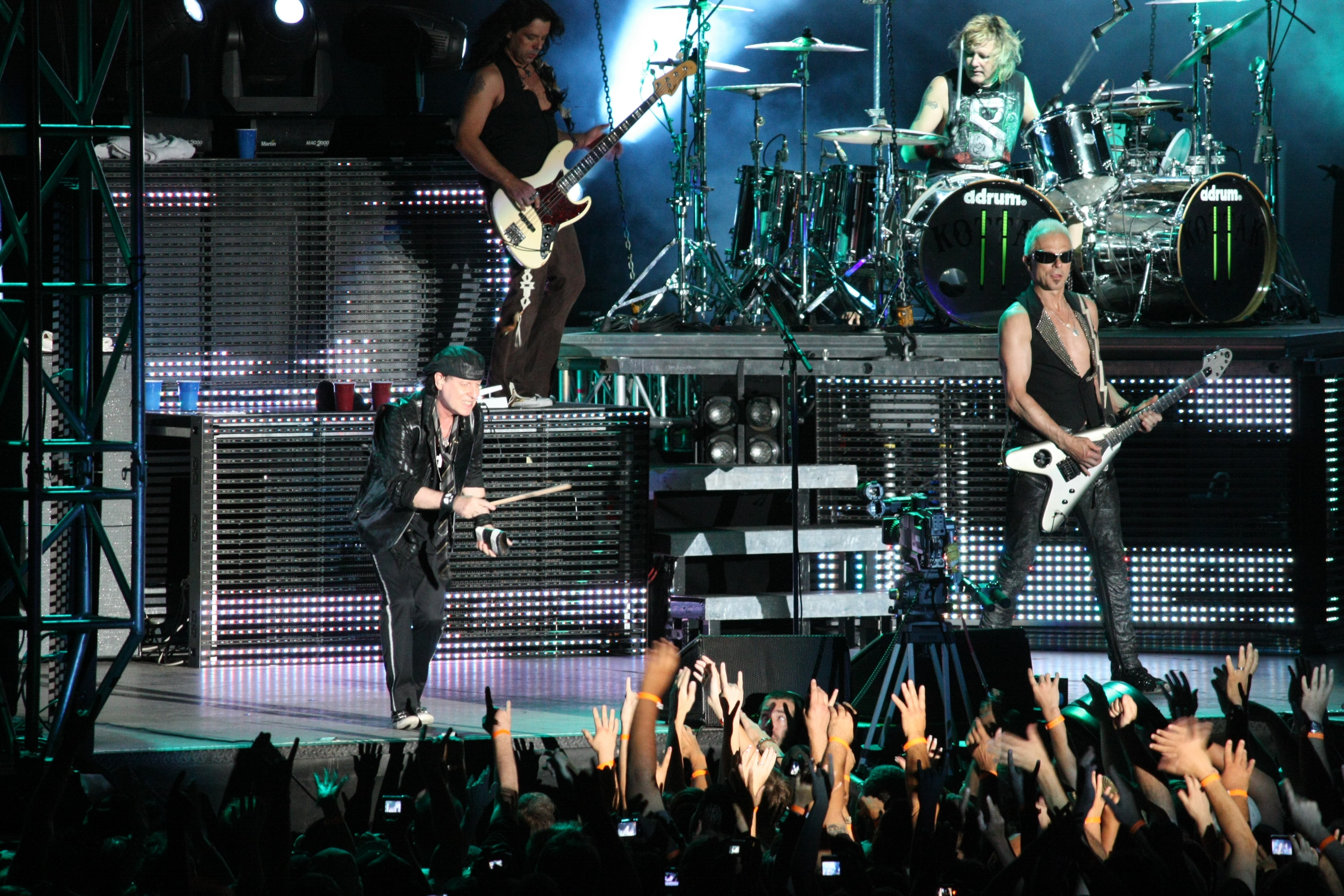
Scorpions en Sacramento en 2010.

La gira se inició el 15 de marzo de 2010 en Praga, República Checa, dando inicio a su primera parte por Europa con presentaciones en ocho ciudades de Alemania, en donde fueron teloneados por Edguy, tres fechas en Francia, en donde Karelia fue la banda de soporte, tres más en Grecia, con George Gakis & The Troublemakers como teloneros y con una presentación en Rusia, Bélgica, Suiza y Bielorrusia y otra en República Checa. El 18 de junio dieron comienzo a su primera visita por Norteamérica, que hasta el 21 de agosto les permitió dar seis conciertos en Canadá y 32 en los Estados Unidos, en donde contaron como bandas de soporte a Dokken, Cinderella, Ratt y Tesla, entre otras. Por su parte, el 4 de septiembre en Monterrey, México, se inició la primera parte por Latinoamérica con 12 presentaciones en seis países, de las que destacaron su primera presentación en Bolivia y en Colombia, que a su vez fue el único país que contó con Cinderella como artista invitado. El 2 de octubre dieron paso a sus últimas presentaciones de 2010 en varios países europeos y de Oriente Próximo, que en total sumó 18 conciertos en diez países, destacando su primer show en Moldavia. Su última presentación de 2010 se celebró el 27 de noviembre en Dortmund, Alemania.

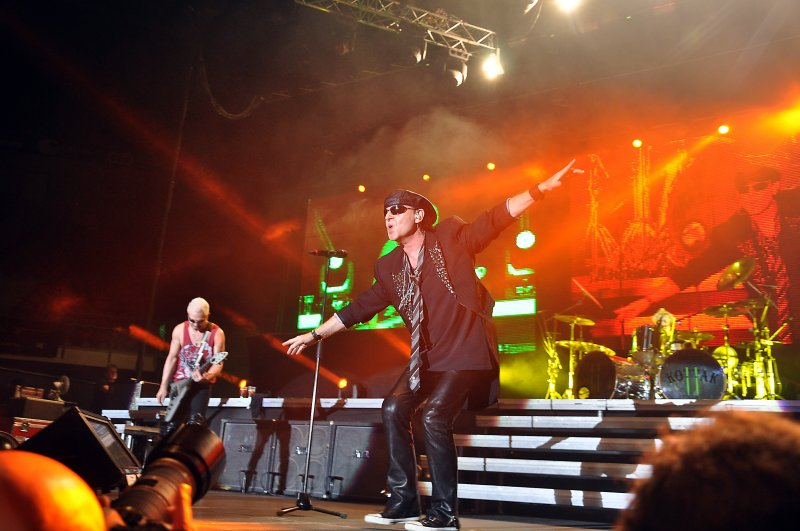
Rudolf Schenker y Klaus Meine en Bulgaria en 2013.

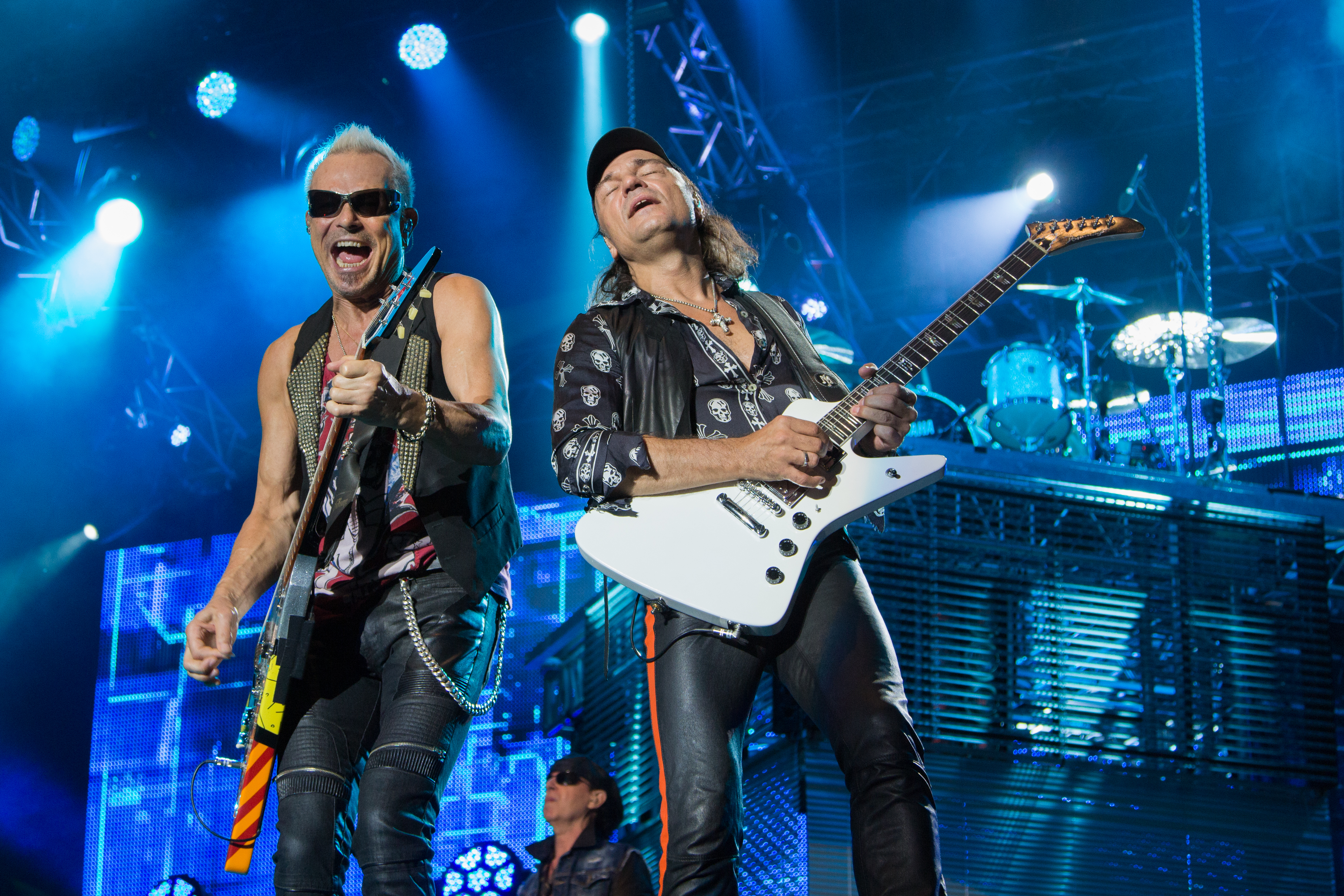
Rudolf Schenker y Matthias Jabs en el See-Rock Festival de 2014, en Austria.

El 10 de febrero de 2011 tocaron en Bangkok, Tailandia, siendo su única presentación en la parte oriental de Asia. Dos meses después comenzaron la tercera sección por Europa, destacando su participación en los festivales Hellfest de Francia y Graspop Metal Meeting de Bélgica, y sus 9 conciertos en nueve ciudades de Rusia, en las cuales fueron teloneados por Sabaton. El 4, 6 y 7 de julio se presentaron en el Festival Internacional de Biblos, Líbano, siendo su primera visita a este país desde 1996 cuando tocaron en Beirut en el marco de la gira promocional de Pure Instinct. Entre el 11 de julio y 8 de octubre dieron 10 shows por algunos países europeos, siendo el concierto en Cluj, Rumania, el último del primer tramo de la extensa gira de despedida.
El 4 de noviembre en Ginebra, Suiza, comenzaron el segundo tramo de la gira llamada Final Sting Tour, que sumó en total 10 fechas hasta el 26 de noviembre, siendo la presentación en el Forest National de Bélgica su último concierto de 2011. Esta segunda parte continuó durante el 2012 con 7 fechas por Francia, 8 por Rusia, dos en Alemania, una en Israel y el 24 de mayo se presentaron en el Festival Mawazine de Rabat, siendo su primer concierto en Marruecos. El 8 de junio iniciaron su segunda parte por Norteamérica con 19 fechas por los Estados Unidos y dos en Canadá. Cabe mencionar que en esta sección fueron teloneados principalmente por Tesla, no obstante, en su concierto en West Valley City dado el 11 de junio la banda contaría con Queensrÿche como banda de soporte, sin embargo el mismo día del show y debido a problemas internos la banda estadounidense canceló su presentación y en reemplazo Geoff Tate, vocalista de Queensrÿche, realizó un show acústico en compañía de otros músicos. Después de tres conciertos por tres países europeos, en septiembre volvieron a Latinoamérica con tres shows en Brasil, dos en México y una en Chile y Bolivia. El 17 de octubre retornaron a Europa para dar 22 conciertos en 9 naciones, siendo su show en Múnich, Alemania, el último del año 2012.
El 14 de julio de 2013 en Ucrania se inició el tercer y último tramo de la gira llamada Rock 'N' Roll Forever Tour.  Esta parte contó con 20 conciertos por Europa, de los que destacaron los tres shows en el Anfiteatro Licabeto de Atenas para la grabación del disco compacto y DVD MTV Unplugged - Live in Athens y 7 fechas por Rusia, Bielorrusia y Ucrania, en donde realizaron su show sinfónico. Las otras dos fechas de 2013 se realizaron nuevamente en el Festival Internacional de Biblos, en el Líbano. La última presentación de 2013 se celebró el 16 de diciembre en Sofía, Bulgaria. El 7 de marzo de 2014 dieron comienzo a la segunda parte de la gira Rock 'N' Roll Forever, que hasta el 2 de abril les permitió dar dos conciertos en España, uno en Portugal y siete en Rusia. El 5 de abril fueron parte del show artístico del Gran Premio de Baréin de 2014 de la Fórmula 1, que a su vez se convirtió en su primer concierto en ese país. Entre el 28 de abril y 4 de mayo tocaron el concierto acústico de MTV Unplugged en cinco ciudades alemanas. Luego dieron 11 conciertos más por 10 países de Europa, siendo su show en Bruselas, dado el 29 de noviembre de 2014, el último de esta extensa gira.

## Conciertos especiales

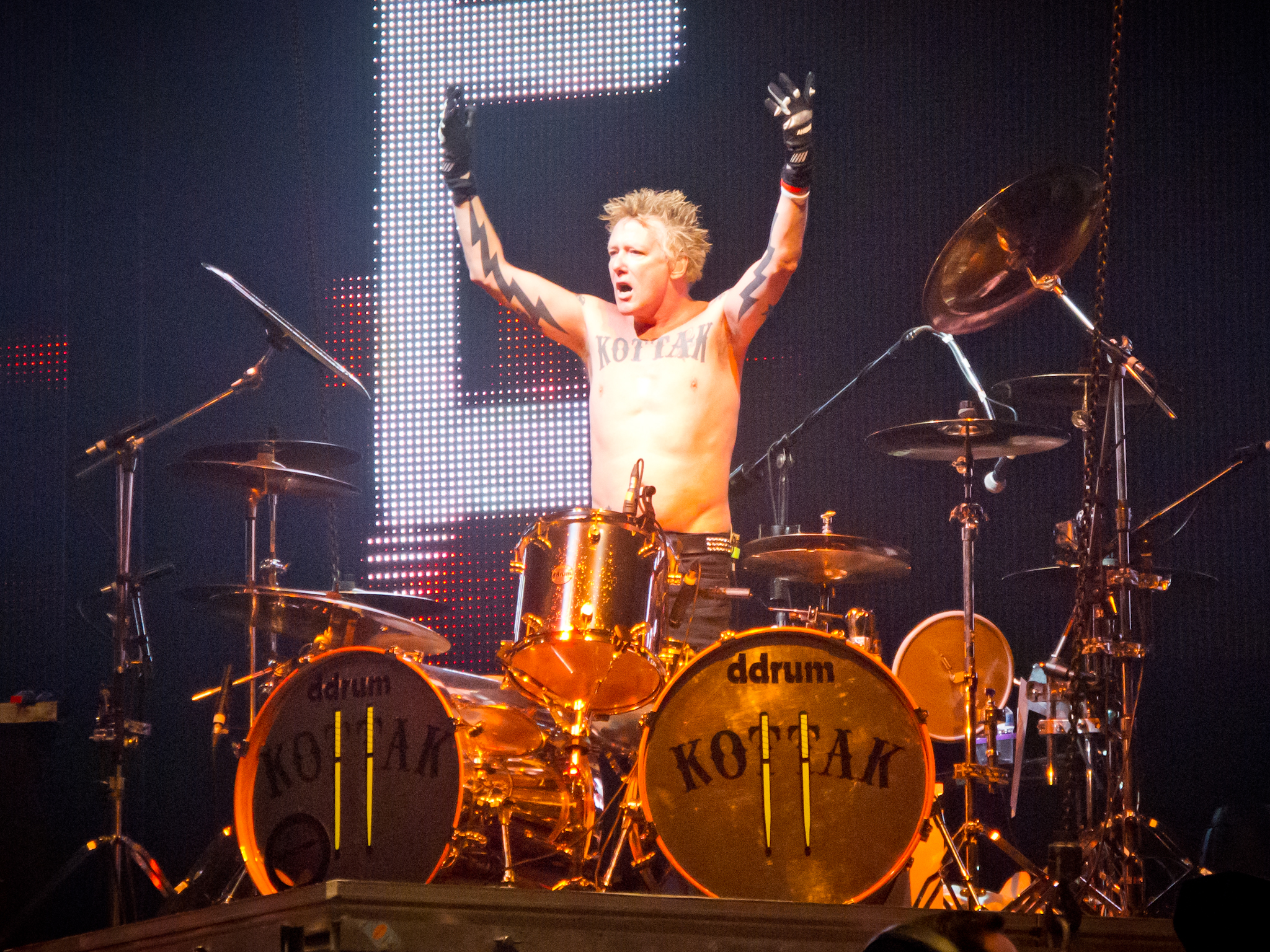
James Kottak en vivo en Madrid, en 2014.

A lo largo de estos cinco años de presentaciones por el mundo, Scorpions dio algunos conciertos especiales para canales de televisión, estaciones de radio y algunos eventos exclusivos, los cuales no fueron incluidos como parte de las fechas de la gira. El 6 de febrero de 2010 se presentaron en San Carlos de Bariloche, Argentina, como artistas invitados de la fábrica de automóviles Volkswagen que en esa noche realizaron la presentación mundial de su nueva camioneta Amarok. Allí, tocaron un listado acústico que contó con nueve de sus canciones y una versión de «(Marie´s the Name) His Latest Flame» de Del Shannon. El 30 de marzo de 2011 tocaron las versiones orquestadas de «Wind of Change» y «Rock You Like a Hurricane» con la participación de la Orquesta Sinfónica de Londres, para la celebración del cumpleaños 80 del exlíder soviético Mijail Gorbachov, celebrado en el Royal Albert Hall de Londres. Por su parte, fueron la banda encargada de dar la bienvenida al Año nuevo de 2012 en Alemania, cuyo show se dio en la Puerta de Brandeburgo de Berlín ante más 1 500 000 personas, la afluencia de pública más alta en la que la banda ha tocado hasta el día de hoy. En dicho concierto tocaron «Rock You Like a Hurricane», la versión de «Tainted Love» de Gloria Jones y parte de «Wind of Change». El 21 de enero de 2013 en Moscú realizaron un show acústico, basado en el listado de canciones de Acoustica de 2001, para una fiesta privada de la compañía Gazprom. El 22 de septiembre de 2014 en Hannover tocaron el show acústico de MTV Unplugged completo para la fiesta de Volkswagen: Work It - rock it: Welcome Night.

## Grabaciones

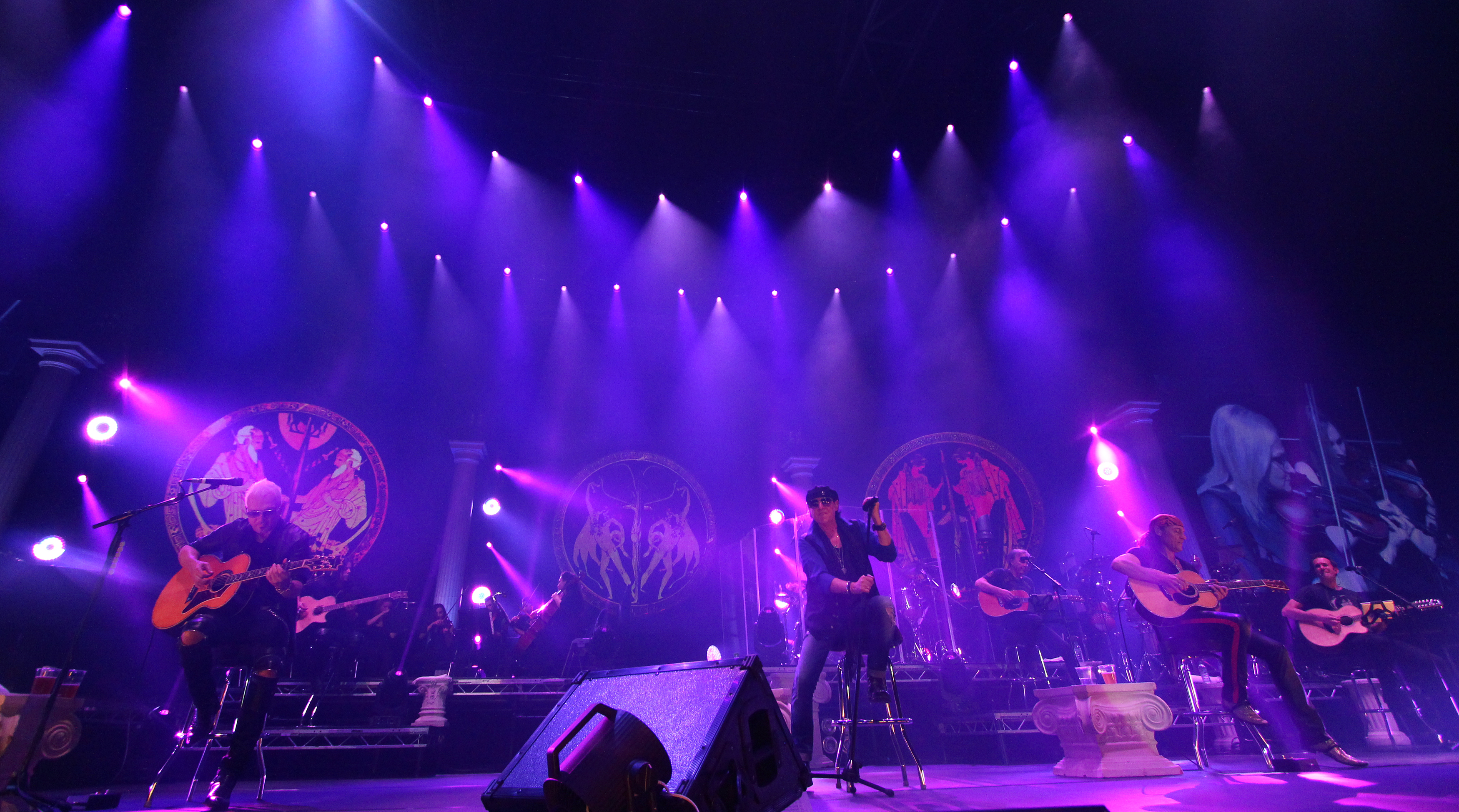
Scorpions en vivo en el show acústico MTV Unplugged dado en Múnich el 29 de abril de 2014.

A lo largo de la extensa gira se grabaron algunos conciertos para posteriores producciones oficiales. El 15 de abril de 2011 en su show de Saarbrücken, Alemania, se grabó el disco en vivo y DVD Live 2011: Get Your Sting and Blackout, que se puso a la venta el 15 de noviembre del mismo año en Alemania. En 2011 además se grabó el álbum de regrabaciones y versiones Comeblack, que salió al mercado el 4 de noviembre. Con la publicación de este disco, se dio inicio al segundo tramo de la gira llamada Final Sting Tour. Los días 11, 12 y 14 de septiembre de 2013 en el anfiteatro del Monte Licabeto de Atenas, Grecia, se grabó el disco en vivo y DVD acústico MTV Unplugged - Live in Athens, siendo el primer registro de la serie de MTV Unplugged en ser grabado en un recinto al aire libre. Por su parte, durante los primeros años se grabó material para el posterior documental de la banda llamado Forever and a Day, que se publicó a nivel mundial el 14 de agosto de 2015.

## Lista de canciones
Durante la primera parte de la gira (2010-2011) tocaron un solo listado de canciones, prácticamente el mismo que se incluyó en el álbum en vivo Live 2011: Get Your Sting and Blackout. En las primeras fechas se tocaron entre 22 y 23 canciones entre ellas «The Good Die Young» y «321», las que posteriormente fueron excluidas, pero con el inicio de la parte Final Sting Tour esta se rebajó a entre 18 y 19 destacando temas como «Rhythm of Love» y «Hit Between the Eyes». Posteriormente, en los conciertos de 2013 y 2014 volvieron a tocar el mismo setlist de la primera parte de la gira. Cabe destacar que en la última sección dieron algunos shows sinfónicos, en donde interpretaron las canciones de Moment of Glory, aunque incluyeron las versiones orquestadas de «Sting in the Tail» y «New Generation». En cuanto a sus conciertos acústicos grabados para la MTV Unplugged, la banda tocó canciones que hace años no interpretaban como por ejemplo «Can't Live Without You», «Passion Rules the Game» y «Speedy's Coming». Además, escribieron canciones exclusivas para el show como «Rock 'n' Roll Band», «Dancing With the Moonlight» y «Love Is the Answer», e igualmente tocaron temas que nunca han tocado anteriormente como por ejemplo «When You Came Into My Life» y «Born to Touch Your Feelings». A continuación el listado de canciones tocado en la ciudad alemana de Hannover (1 de junio de 2010) y el interpretado durante la grabación del disco MTV Unplugged - Live in Athens en la capital de Grecia (11 de septiembre de 2013).
1. «Sting in the Tail»
2. «Make It Real»
3. «Bad Boys Running Wild»
4. «Is There Anybody There?»
5. «The Zoo»
6. «Coast to Coast»
7. «Loving You Sunday Morning»
8. «We'll Burn the Sky»
9. «The Best Is Yet to Come»
10. «Send Me an Angel»
11. «Holiday»
12. «The Good Die Young»
13. «Raised on Rock»
14. «Tease Me Please Me»
15. «321»
16. «Kottak Attack»
17. «Blackout»
18. «Six String Sting»
19. «Big City Nights»
20. «Still Loving You»
21. «Wind of Change»
22. «Rock You Like a Hurricane»

1. «Sting in the Tail»
2. «Can't Live Without You»
3. «Pictured Life»
4. «Speedy's Coming»
5. «Born to Touch Your Feelings»
6. «The Best Is Yet to Come»
7. «Dancing With the Moonlight»
8. «In Trance»
9. «When You Came Into My Life»
10. «Delicate Dance»
11. «Love Is the Answer»
12. «Follow Your Heart»
13. «Send Me an Angel»
14. «Where the River Flows»
15. «Passion Rules the Game»
16. «Rock You Like a Hurricane»
17. «Hit Between the Eyes»
18. «Percussions Medley»
19. «Rock 'n' Roll Band»
20. «Blackout»
21. «Still Loving You»
22. «Big City Nights»
23. «Wind of Change»
24. «No One Like You»
25. «When the Smoke is Going Down»

## Fechas

### Fechas de 2010
| Fecha            | País            | Ciudad             | Recinto/Festival                      | Notas                                                      |
| Europa           | Europa          | Europa             | Europa                                | Europa                                                     |
| ---------------- | --------------- | ------------------ | ------------------------------------- | ---------------------------------------------------------- |
| 15 de marzo      | República Checa | Praga              | O2 Arena                              |                                                            |
| 18 de marzo      | Rusia           | Moscú              | Megasport Arena                       |                                                            |
| 10 de abril      | Bélgica         | Mons               | Power Prog Metal Fest                 |                                                            |
| 22 de abril      | República Checa | Ostrava            | Prokešovo Náměstí                     |                                                            |
| 29 de abril      | Bielorrusia     | Minsk              | Minsk Arena                           |                                                            |
| 7 de mayo        | Alemania        | Leipzig            | Leipzig Arena                         | teloneados por Edguy                                       |
| 8 de mayo        | Alemania        | Múnich             | Olympiahalle                          | teloneados por Edguy                                       |
| 12 de mayo       | Alemania        | Fráncfort del Meno | Festhalle                             | teloneados por Edguy                                       |
| 14 de mayo       | Alemania        | Stuttgart          | Schleyerhalle                         | teloneados por Edguy                                       |
| 15 de mayo       | Suiza           | Longirod           | Long I Rock Festival                  |                                                            |
| 19 de mayo       | Francia         | París              | Olympia de París                      | teloneados por Karelia                                     |
| 21 de mayo       | Francia         | Liévin             | Stade Couvert Régional                | teloneados por Karelia                                     |
| 22 de mayo       | Francia         | Estrasburgo        | Zénith de Strasbourg                  | teloneados por Karelia y Pat McManus Band                  |
| 29 de mayo       | Alemania        | Berlín             | O2 World                              | teloneados por Edguy                                       |
| 30 de mayo       | Alemania        | Zwickau            | Zwickau Stadthalle                    | teloneados por Edguy                                       |
| 1 de junio       | Alemania        | Hannover           | TUI Arena                             | teloneados por Edguy                                       |
| 5 de junio       | Grecia          | Ioánina            | Estadio Zosimades                     | teloneados por George Gakis & The Troublemakers            |
| 7 de junio       | Grecia          | Salónica           | Makedonikos Stadium                   | teloneados por George Gakis & The Troublemakers            |
| 9 de junio       | Grecia          | Patras             | Estadio Pampeloponnisiako             | teloneados por George Gakis & The Troublemakers            |
| 12 de junio      | Alemania        | Recklinghausen     | Stadtgarden am Festspielhaus          |                                                            |
| Norteamérica     |                 |                    |                                       |                                                            |
| 18 de junio      | Estados Unidos  | Holmdel            | PNC Bank Arts Center                  | teloneados por Cinderella                                  |
| 19 de junio      | Estados Unidos  | Columbia           | M3 Rock Festival                      | teloneados por Cinderella                                  |
| 22 de junio      | Estados Unidos  | Wantagh            | Nikon at Jones Beach Theater          | teloneados por Cinderella                                  |
| 23 de junio      | Estados Unidos  | Gilford            | Meadowbrook U.S. Cellular Pavilion    | teloneados por Vince Neil                                  |
| 25 de junio      | Canadá          | Quebec             | Pabellón de la Jeunesse               | teloneados por Cinderella                                  |
| 26 de junio      | Canadá          | Montreal           | Centre Bell                           | teloneados por Cinderella                                  |
| 27 de junio      | Canadá          | Toronto            | Molson Amphitheatre                   | teloneados por Cinderella                                  |
| 1 de julio       | Estados Unidos  | Clarkston          | DTE Energy Music Theatre              | teloneados por Cinderella                                  |
| 2 de julio       | Estados Unidos  | Milwaukee          | Summerfest                            |                                                            |
| 5 de julio       | Estados Unidos  | Pittsburgh         | Trib Total Media Amphitheatre         | teloneados por Cinderella                                  |
| 6 de julio       | Estados Unidos  | Cleveland          | Time Warner Cable Amphitheater        | teloneados por Warrant y Great White                       |
| 8 de julio       | Canadá          | Sarnia             | Rogers Sarnia Bayfest                 |                                                            |
| 10 de julio      | Estados Unidos  | Nashville          | Bridgestone Arena                     | teloneados por Ratt                                        |
| 11 de julio      | Estados Unidos  | Memphis            | Mud Island Amphitheatre               | teloneados por Ratt                                        |
| 14 de julio      | Estados Unidos  | Atlanta            | Verizon Wireless Amphitheatre         | teloneados por Ratt                                        |
| 16 de julio      | Estados Unidos  | Miami              | Bayfront Park Amphitheater            | teloneados por Ratt                                        |
| 17 de julio      | Estados Unidos  | Tampa              | 1-800-ASK-GARY Amphitheatre           | teloneados por Ratt                                        |
| 19 de julio      | Estados Unidos  | Nueva Orleans      | Mahalia Jackson Theater               | teloneados por Ratt                                        |
| 21 de julio      | Estados Unidos  | Grand Prairie      | Verizon Theatre at Grand Prairie      | teloneados por Ratt                                        |
| 23 de julio      | Estados Unidos  | San Antonio        | AT&T Center                           | teloneados por Ratt                                        |
| 24 de julio      | Estados Unidos  | Oklahoma City      | Rock N America Festival               |                                                            |
| 26 de julio      | Estados Unidos  | Albuquerque        | The Pavillion                         | teloneados por Tesla                                       |
| 27 de julio      | Estados Unidos  | Phoenix            | Dodge Theatre                         | teloneados por Tesla                                       |
| 29 de julio      | Estados Unidos  | Ontario            | Citizens Business Bank Arena          | teloneados por Cinderella                                  |
| 31 de julio      | Estados Unidos  | Los Ángeles        | Nokia Theatre L.A Live                | teloneados por Cinderella                                  |
| 1 de agosto      | Estados Unidos  | Concord            | Sleep Train Pavilion                  | teloneados por Cinderella                                  |
| 3 de agosto      | Estados Unidos  | Las Vegas          | Thomas & Mack Center                  | teloneados por Cinderella                                  |
| 4 de agosto      | Estados Unidos  | Sacramento         | Raley Field                           | teloneados por Ratt                                        |
| 6 de agosto      | Estados Unidos  | Roseburg           | Douglas Conuty Fairgrounds            | teloneados por Dokken                                      |
| 7 de agosto      | Estados Unidos  | Ridgefield         | Sleep Country Amphitheater            | teloneados por Dokken                                      |
| 9 de agosto      | Canadá          | Calgary            | Southern Alberta Jubilee Auditorium   |                                                            |
| 10 de agosto     | Canadá          | Edmonton           | Shaw Conference Centre                |                                                            |
| 13 de agosto     | Estados Unidos  | Sturgis            | Sturgis Motorcycle Rally              |                                                            |
| 14 de agosto     | Estados Unidos  | Billings           | Montana State Fair                    |                                                            |
| 16 de agosto     | Estados Unidos  | West Valley City   | USANA Amphitheatre                    | teloneados por Tesla y Jackyl                              |
| 17 de agosto     | Estados Unidos  | Broomfield         | 1stBank Center                        | teloneados por Cinderella                                  |
| 20 de agosto     | Estados Unidos  | Moline             | iWireless Center                      | teloneados por Dokken                                      |
| 21 de agosto     | Estados Unidos  | Rosemont           | Rosemont Theatre                      | teloneados por Michael Schenker Group                      |
| Latinoamérica    |                 |                    |                                       |                                                            |
| 4 de septiembre  | México          | Monterrey          | Arena Monterrey                       |                                                            |
| 7 de septiembre  | México          | Ciudad de México   | Palacio de los Deportes               |                                                            |
| 9 de septiembre  | Colombia        | Bogotá             | Parque Simón Bolívar                  | teloneados por Cinderella                                  |
| 11 de septiembre | Brasil          | João Pessoa        | Estadio José Américo de Almeida Filho |                                                            |
| 13 de septiembre | Argentina       | Buenos Aires       | Luna Park                             |                                                            |
| 14 de septiembre | Chile           | Santiago de Chile  | Movistar Arena                        |                                                            |
| 16 de septiembre | Bolivia         | La Paz             | Estadio Hernando Siles                |                                                            |
| 18 de septiembre | Brasil          | São Paulo          | Credicard Hall                        |                                                            |
| 19 de septiembre | Brasil          | São Paulo          | Credicard Hall                        |                                                            |
| 21 de septiembre | Brasil          | Curitiba           | Expotrade Arena                       |                                                            |
| 22 de septiembre | Brasil          | Brasilia           | Ginásio Nilson Nelson                 |                                                            |
| 24 de septiembre | Brasil          | São Luís           | Centro Histórico                      |                                                            |
| Oriente Próximo  |                 |                    |                                       |                                                            |
| 2 de octubre     | Turquía         | Estambul           | Maçka Küçükçiftlik Park               |                                                            |
| 4 de octubre     | Israel          | Tel Aviv           | Nokia Arena                           |                                                            |
| Europa II        |                 |                    |                                       |                                                            |
| 14 de octubre    | Moldavia        | Chisináu           | Estadio Zimbru                        |                                                            |
| 17 de octubre    | Francia         | Amnéville          | Galaxie Amnéville                     | teloneados por Karelia                                     |
| 19 de octubre    | Francia         | Dijon              | Zénith de Dijon                       | teloneados por Karelia                                     |
| 20 de octubre    | Francia         | Clermont-Ferrand   | Zénith d'Auvergne                     | teloneados por Karelia                                     |
| 22 de octubre    | Francia         | Nantes             | Zénith de Nantes                      | teloneados por Karelia                                     |
| 25 de octubre    | Bulgaria        | Sofía              | Akademik Stadium                      |                                                            |
| 27 de octubre    | Grecia          | Atenas             | Estadio de la Paz y la Amistad        | teloneados por George Gakis & The Troublemakers y Firewind |
| 2 de noviembre   | Ucrania         | Kiev               | International Exbihition Center       |                                                            |
| 4 de noviembre   | Ucrania         | Odesa              | Odessa Sports Palace                  |                                                            |
| 10 de noviembre  | Suiza           | Zúrich             | Hallenstadion                         |                                                            |
| 12 de noviembre  | Alemania        | Mannheim           | SAP Arena                             | teloneados por Edguy                                       |
| 13 de noviembre  | Alemania        | Colonia            | Lanxess Arena                         | teloneados por Edguy                                       |
| 19 de noviembre  | Alemania        | Hamburgo           | O2 World de Hamburgo                  | teloneados por Edguy                                       |
| 21 de noviembre  | Luxemburgo      | Esch-sur-Alzette   | Rockhal                               |                                                            |
| 25 de noviembre  | Alemania        | Núremberg          | Núremberg Arena                       | teloneados por Edguy                                       |
| 27 de noviembre  | Alemania        | Dortmund           | Westfalenhalle                        | teloneados por Edguy                                       |

### Fechas de 2011
| Fecha              | País            | Ciudad                | Recinto/Festival                        | Notas                            |
| Asia               | Asia            | Asia                  | Asia                                    | Asia                             |
| ------------------ | --------------- | --------------------- | --------------------------------------- | -------------------------------- |
| 10 de febrero      | Tailandia       | Bangkok               | Impact Arena                            |                                  |
| Europa III         |                 |                       |                                         |                                  |
| 11 de abril        | Suiza           | Crans-Montana         | Caprices Festival                       |                                  |
| 15 de abril        | Alemania        | Saarbrücken           | Saarlandhalle                           |                                  |
| 12 de mayo         | Rusia           | San Petersburgo       | Palacio de Hielo                        | teloneados por Sabaton           |
| 14 de mayo         | Rusia           | Krasnodar             | Dvorets Sporta Olimp                    | teloneados por Sabaton           |
| 15 de mayo         | Rusia           | Rostov del Don        | Dvorets Sporta                          | teloneados por Sabaton           |
| 17 de mayo         | Rusia           | Krasnoyarsk           | Yarygin Arena                           | teloneados por Sabaton           |
| 19 de mayo         | Rusia           | Novosibirsk           | Dvorets Sporta Sibir                    | teloneados por Sabaton           |
| 20 de mayo         | Rusia           | Magnitogorsk          | Arena Metallurg                         | teloneados por Sabaton           |
| 22 de mayo         | Rusia           | Omsk                  | Arena Omsk                              | teloneados por Sabaton           |
| 24 de mayo         | Rusia           | Kazán                 | TatNeft Arena                           | teloneados por Sabaton           |
| 26 de mayo         | Rusia           | Moscú                 | Estadio Olimpiski                       | teloneados por Sabaton           |
| 30 de mayo         | Lituania        | Vilna                 | Siemens Arena                           |                                  |
| 3 de junio         | República Checa | Ostrava               | Bazaly                                  |                                  |
| 4 de junio         | Eslovaquia      | Bratislava            | Incheba Expo                            |                                  |
| 6 de junio         | Hungría         | Budapest              | Arena Deportiva de Budapest László Papp |                                  |
| 9 de junio         | Rumania         | Bucarest              | Zone Arena                              |                                  |
| 17 de junio        | Alemania        | Oberursel             | Hessentag                               |                                  |
| 18 de junio        | Francia         | Clisson               | Hellfest                                |                                  |
| 22 de junio        | Alemania        | Friburgo de Brisgovia | Messehalle                              |                                  |
| 24 de junio        | Bélgica         | Dessel                | Graspop Metal Meeting                   |                                  |
| 25 de junio        | Alemania        | Papenburgo            | NDR 2 Papenburg Festival                |                                  |
| 1 de julio         | Polonia         | Tarnów                | Stadion-Mościce                         | teloneados por Kobranocka        |
| Oriente Próximo II |                 |                       |                                         |                                  |
| 4 de julio         | Líbano          | Biblos                | Byblos International Festival           |                                  |
| 6 de julio         | Líbano          | Biblos                | Byblos International Festival           |                                  |
| 7 de julio         | Líbano          | Biblos                | Byblos International Festival           |                                  |
| Europa IV          |                 |                       |                                         |                                  |
| 11 de julio        | Alemania        | Berlín                | Gendarmenmarkt                          | concierto sinfónico              |
| 14 de julio        | Francia         | Carhaix-Plouguer      | Festival de Vieilles Charrues           |                                  |
| 16 de julio        | Alemania        | Schweinfurt           | Willy Sachs Stadion                     | teloneados por Edguy             |
| 17 de julio        | Alemania        | Bielefeld             | Ravensberger Park                       |                                  |
| 22 de julio        | Finlandia       | Lappeenranta          | Saimaa Open Air                         |                                  |
| 23 de julio        | Finlandia       | Tuuri                 | Miljoona Rock                           |                                  |
| 3 de agosto        | Suiza           | Avenches              | Rock Oz' Arenes                         |                                  |
| 5 de agosto        | Francia         | Colmar                | Festival de la Foire aux Vins d'Alsace  |                                  |
| 30 de septiembre   | Ucrania         | Donetsk               | RSC Olimpiyskiy                         |                                  |
| 8 de octubre       | Rumania         | Cluj-Napoca           | Cluj Arena                              | teloneados por Voltaj y Semnal M |
| Final Sting Tour   |                 |                       |                                         |                                  |
| Europa V           |                 |                       |                                         |                                  |
| 4 de noviembre     | Suiza           | Ginebra               | Arena de Ginebra                        |                                  |
| 11 de noviembre    | Portugal        | Lisboa                | Pavilhão Atlântico                      |                                  |
| 14 de noviembre    | Francia         | Lyon                  | Halle Tony Garnier                      | teloneados por Blackrain         |
| 16 de noviembre    | Francia         | Tolón                 | Zénith Omega de Toulon                  |                                  |
| 17 de noviembre    | Francia         | Toulouse              | Zénith de Toulouse                      |                                  |
| 19 de noviembre    | Francia         | Burdeos               | Patinoire de Mériadeck                  | teloneados por Guano Apes        |
| 20 de noviembre    | Francia         | Montpellier           | Parc & Suites Arena                     | teloneados por Guano Apes        |
| 23 de noviembre    | Francia         | París                 | Palais Omnisports de Paris-Bercy        |                                  |
| 25 de noviembre    | Francia         | Ruan                  | Zénith de Rouen                         | teloneados por Blackrain         |
| 26 de noviembre    | Bélgica         | Bruselas              | Forest National                         |                                  |

### Fechas de 2012
| Fecha               | País           | Ciudad                  | Recinto/Festival                     | Notas                                |
| Europa VI           | Europa VI      | Europa VI               | Europa VI                            | Europa VI                            |
| ------------------- | -------------- | ----------------------- | ------------------------------------ | ------------------------------------ |
| 28 de enero         | Francia        | Tours                   | Parc des Expositions                 | teloneados por The Electric Ducks    |
| 30 de marzo         | Francia        | Amiens                  | Zénith d'Amiens                      | teloneados por The Electric Ducks    |
| 1 de abril          | Francia        | Saint-Étienne           | Zénith de Saint-Étienne              | teloneados por The Electric Ducks    |
| 2 de abril          | Francia        | Chambéry                | Le Phare                             | teloneados por The Electric Ducks    |
| 4 de abril          | Francia        | Caen                    | Zénith de Caen                       | teloneados por The Electric Ducks    |
| 6 de abril          | Francia        | Rennes                  | Le MusikHall                         | teloneados por The Electric Ducks    |
| 7 de abril          | Francia        | Brest                   | Parc des Expos Penfeld               | teloneados por The Electric Ducks    |
| 17 de abril         | Rusia          | San Petersburgo         | Yubileyny Sports Palace              |                                      |
| 19 de abril         | Rusia          | Novokuznetsk            | Kuznetsk Metallurgists Sports Palace |                                      |
| 21 de abril         | Rusia          | Ekaterimburgo           | Dvorest Sporta KRK Uralets           |                                      |
| 22 de abril         | Rusia          | Cheliábinsk             | Yunost Sport Palace                  |                                      |
| 24 de abril         | Rusia          | Samara                  | Dvorets Sporta CSK Air Force         |                                      |
| 26 de abril         | Rusia          | Moscú                   | Crocus City Hall                     |                                      |
| 27 de abril         | Rusia          | Moscú                   | Crocus City Hall                     |                                      |
| 29 de abril         | Rusia          | Moscú                   | Crocus City Hall                     |                                      |
| Oriente Próximo III |                |                         |                                      |                                      |
| 7 de mayo           | Israel         | Tel Aviv                | Nokia Arena                          |                                      |
| Europa VII          |                |                         |                                      |                                      |
| 12 de mayo          | Alemania       | Stuttgart               | Schleyerhalle                        | teloneados por Eisbrecher            |
| 13 de mayo          | Alemania       | Fráncfort del Meno      | Festhalle                            | teloneados por Eisbrecher            |
| África              |                |                         |                                      |                                      |
| 24 de mayo          | Marruecos      | Rabat                   | Mawazine Festival                    |                                      |
| Europa VIII         |                |                         |                                      |                                      |
| 26 de mayo          | Francia        | Niza                    | Palais Nikaia                        |                                      |
| 28 de mayo          | Francia        | Le Mans                 | Antarès                              | teloneados por Karelia y Edguy       |
| 20 de mayo          | Francia        | Clermont-Ferrand        | Zénith d'Auvergne                    |                                      |
| 1 de junio          | Bélgica        | Amberes                 | Sportpaleis                          |                                      |
| 2 de junio          | Francia        | Nancy                   | Nancy on the Rocks Festival          |                                      |
| Norteamérica II     |                |                         |                                      |                                      |
| 8 de junio          | Estados Unidos | Reno                    | Reno Events Center                   | teloneados por Tesla                 |
| 9 de junio          | Estados Unidos | Mountain View           | Shoreline Amphitheatre               | teloneados por Tesla                 |
| 11 de junio         | Estados Unidos | West Valley City        | USANA Amphitheatre                   | teloneados por Geoff Tate            |
| 12 de junio         | Estados Unidos | Morrison                | Red Rocks Amphitheatre               | teloneados por Tesla                 |
| 14 de junio         | Estados Unidos | Albuquerque             | The Pavilion                         | teloneados por Tesla                 |
| 15 de junio         | Estados Unidos | Phoenix                 | Comerica Theatre                     | teloneados por Tesla                 |
| 17 de junio         | Estados Unidos | Tucson                  | AVA Amphitheater                     | teloneados por Tesla                 |
| 20 de junio         | Estados Unidos | San Diego               | San Diego Sports Arena               | teloneados por Tesla                 |
| 22 de junio         | Estados Unidos | Los Ángeles             | Staples Center                       | teloneados por Tesla                 |
| 23 de junio         | Estados Unidos | Las Vegas               | Thomas & Mack Center                 | teloneados por Tesla                 |
| 26 de junio         | Estados Unidos | San Antonio             | Alamodome                            | teloneados por Tesla                 |
| 27 de junio         | Estados Unidos | Grand Prairie           | Verizon Theatre at Grand Prairie     | teloneados por Tesla                 |
| 29 de junio         | Estados Unidos | Chicago                 | Charter One Pavilion                 | teloneados por Tesla                 |
| 30 de junio         | Estados Unidos | Milwaukee               | Summerfest                           |                                      |
| 2 de julio          | Canadá         | Toronto                 | Molson Amphitheatre                  |                                      |
| 3 de julio          | Canadá         | Montreal                | Centre Bell                          |                                      |
| 6 de julio          | Estados Unidos | Holmdel                 | PNC Bank Arts Center                 | teloneados por The Liza Colby Sound  |
| 7 de julio          | Estados Unidos | Wantagh                 | Nikon at Jones Beach Theatre         | teloneados por The Liza Colby Sound  |
| 9 de julio          | Estados Unidos | Uncasville              | Mohegan Sun Arena                    | teloneados por Tesla                 |
| 11 de julio         | Estados Unidos | Filadelfia              | Mann Center for the Performing Arts  | teloneados por Tesla                 |
| 12 de julio         | Estados Unidos | Columbia                | Merriweather Post Pavilion           | teloneados por Night Ranger          |
| Europa IX           |                |                         |                                      |                                      |
| 3 de agosto         | Mónaco         | Montecarlo              | Sporting Summer Festival             |                                      |
| 4 de agosto         | Alemania       | Wacken                  | Wacken Open Air                      |                                      |
| 31 de agosto        | Polonia        | Breslavia               | WRock Fest                           |                                      |
| Latinoamérica II    |                |                         |                                      |                                      |
| 5 de septiembre     | México         | Monterrey               | Arena Monterrey                      | teloneados por Avalanch              |
| 6 de septiembre     | México         | Ciudad de México        | Arena Ciudad de México               | teloneados por Avalanch              |
| 11 de septiembre    | Brasil         | Belo Horizonte          | Chevrolet Hall                       |                                      |
| 12 de septiembre    | Bolivia        | Santa Cruz de la Sierra | Estadio Ramón Tahuichi Aguilera      |                                      |
| 14 de septiembre    | Chile          | Santiago de Chile       | Movistar Arena                       |                                      |
| 20 de septiembre    | Brasil         | Sao Paulo               | Credicard Hall                       |                                      |
| 21 de septiembre    | Brasil         | Sao Paulo               | Credicard Hall                       |                                      |
| Europa X            |                |                         |                                      |                                      |
| 17 de octubre       | Turquía        | Esmirna                 | Izmir Arena                          |                                      |
| 19 de octubre       | Turquía        | Estambul                | Maçka Küçükçiftlik Park              |                                      |
| 21 de octubre       | Bielorrusia    | Minsk                   | Minsk Arena                          |                                      |
| 24 de octubre       | Ucrania        | Járkov                  | Dvorets Sporta                       |                                      |
| 27 de octubre       | Ucrania        | Leópolis                | Velotrek SKA                         |                                      |
| 29 de octubre       | Ucrania        | Kiev                    | Palacio de los deportes de Kiev      |                                      |
| 31 de octubre       | Ucrania        | Dnipropetrovsk          | Meteor Sport Complex                 |                                      |
| 7 de noviembre      | Francia        | Lille                   | Zénith de Lille                      |                                      |
| 9 de noviembre      | Francia        | Limoges                 | Zénith de Limoges                    |                                      |
| 10 de noviembre     | Francia        | Pau                     | Zénith de Pau                        |                                      |
| 16 de noviembre     | Luxemburgo     | Esch-sur-Alzette        | Rockhal                              | teloneados por Netsky                |
| 21 de noviembre     | Francia        | Dijon                   | Zénith de Dijon                      |                                      |
| 22 de noviembre     | Francia        | Reims                   | Parc des Expositions                 | teloneados por The Electric Ducks    |
| 24 de noviembre     | Francia        | Estrasburgo             | Zénith de Strasbourg                 |                                      |
| 27 de noviembre     | Francia        | Orleans                 | Zénith d'Orléans                     |                                      |
| 28 de noviembre     | Francia        | Nantes                  | Zénith de Nantes                     | teloneados por The Electric Ducks    |
| 30 de noviembre     | Francia        | Marsella                | Le Dôme de Marseille                 |                                      |
| 1 de diciembre      | Austria        | Ischgl                  | Sportplatz                           |                                      |
| 8 de diciembre      | Suecia         | Sandviken               | Göransson Arena                      | teloneados por Skunk Anansie y Sator |
| 10 de diciembre     | Noruega        | Oslo                    | Telenor Arena                        | teloneados por Backstreet Girls      |
| 15 de diciembre     | Alemania       | Oberhausen              | König Pilsener Arena                 | teloneados por Eisbrecher            |
| 17 de diciembre     | Alemania       | Múnich                  | Olympiahalle                         | teloneados por Eisbrecher            |

### Fechas de 2013
| Fecha                      | País                       | Ciudad                     | Recinto/Festival              | Notas                        |
| Rock 'N' Roll Forever Tour | Rock 'N' Roll Forever Tour | Rock 'N' Roll Forever Tour | Rock 'N' Roll Forever Tour    | Rock 'N' Roll Forever Tour   |
| Europa XI                  | Europa XI                  | Europa XI                  | Europa XI                     | Europa XI                    |
| -------------------------- | -------------------------- | -------------------------- | ----------------------------- | ---------------------------- |
| 14 de julio                | Ucrania                    | Dnipropetrovsk             | The Best City UA Festival     |                              |
| Oriente Próximo IV         |                            |                            |                               |                              |
| 26 de julio                | Líbano                     | Biblos                     | Byblos International Festival |                              |
| 27 de julio                | Líbano                     | Biblos                     | Byblos International Festival |                              |
| Europa XII                 |                            |                            |                               |                              |
| 11 de septiembre           | Grecia                     | Atenas                     | Anfiteatro Licabeto           | concierto acústico           |
| 12 de septiembre           | Grecia                     | Atenas                     | Anfiteatro Licabeto           | concierto acústico           |
| 14 de septiembre           | Grecia                     | Atenas                     | Anfiteatro Licabeto           | concierto acústico           |
| 27 de septiembre           | Rusia                      | Sochi                      | Olympic Park                  |                              |
| 19 de octubre              | Bielorrusia                | Minsk                      | Minsk Arena                   | concierto sinfónico          |
| 22 de octubre              | Rusia                      | Moscú                      | Crocus City Hall              | concierto sinfónico          |
| 23 de octubre              | Rusia                      | Moscú                      | Crocus City Hall              | concierto sinfónico          |
| 26 de octubre              | Rusia                      | Kazán                      | TafNeft Arena                 | concierto sinfónico          |
| 29 de octubre              | Rusia                      | San Petersburgo            | Palacio de Hielo              | concierto sinfónico          |
| 5 de noviembre             | Ucrania                    | Odesa                      | Odessa Sports Palace          | concierto sinfónico          |
| 7 de noviembre             | Ucrania                    | Kiev                       | Opera Theatre                 | concierto sinfónico          |
| 9 de noviembre             | Lituania                   | Vilna                      | Siemens Arena                 |                              |
| 10 de noviembre            | Letonia                    | Riga                       | Arena Riga                    |                              |
| 12 de noviembre            | Estonia                    | Tallin                     | Saku Suurhall                 |                              |
| 13 de noviembre            | Finlandia                  | Helsinki                   | Hartwall Arena                | teloneados por Accept        |
| 15 de noviembre            | Finlandia                  | Seinäjoki                  | Seinäjoki Arena               | teloneados por Eppu Normaali |
| 16 de noviembre            | Finlandia                  | Oulu                       | Oulun Energia Areena          | teloneados por Eppu Normaali |
| 14 de diciembre            | Rumania                    | Bucarest                   | Romexpo                       |                              |
| 16 de diciembre            | Bulgaria                   | Sofía                      | Armeets Arena                 |                              |

### Fechas de 2014
| Fecha             | País         | Ciudad          | Recinto/Festival              | Notas                        |
| Europa XIII       | Europa XIII  | Europa XIII     | Europa XIII                   | Europa XIII                  |
| ----------------- | ------------ | --------------- | ----------------------------- | ---------------------------- |
| 7 de marzo        | España       | Madrid          | Palacio de Vistalegre         | teloneados por H.E.A.T.      |
| 8 de marzo        | España       | Madrid          | Palacio de Vistalegre         | teloneados por Steel Panther |
| 10 de marzo       | Portugal     | Lisboa          | MEO Arena                     |                              |
| 18 de marzo       | Rusia        | Krasnodar       | SK Basket Hall                | concierto sinfónico          |
| 22 de marzo       | Rusia        | Rostov del Don  | Dvorets Sporta                | concierto sinfónico          |
| 24 de marzo       | Rusia        | Volgogrado      | Dvorets Sporta                | concierto sinfónico          |
| 26 de marzo       | Rusia        | Saratov         | Ledovy Dvorets Krystall       | concierto sinfónico          |
| 28 de marzo       | Rusia        | Nizhny Nóvgorod | Sport Arena                   | concierto sinfónico          |
| 30 de marzo       | Rusia        | Samara          | Dvorets Sporta CSKA VVS       | concierto sinfónico          |
| 2 de abril        | Rusia        | Ekaterimburgo   | Dvorest Sporta KRK Uralets    | concierto sinfónico          |
| Oriente Próximo V |              |                 |                               |                              |
| 5 de abril        | Baréin       | Sakhir          | Gran Premio de Baréin de 2014 |                              |
| Europa XIV        |              |                 |                               |                              |
| 28 de abril       | Alemania     | Kempten         | BigBox Allgäu                 | concierto acústico           |
| 29 de abril       | Alemania     | Múnich          | Olympiahalle                  | concierto acústico           |
| 1 de mayo         | Alemania     | Colonia         | Lanxess Arena                 | concierto acústico           |
| 2 de mayo         | Alemania     | Hamburgo        | 02 World de Hamburgo          | concierto acústico           |
| 4 de mayo         | Alemania     | Stuttgart       | Schleyerhalle                 | concierto acústico           |
| 13 de junio       | Suiza        | Murten          | Stars on Sound Festival       | teloneados por Gotthard      |
| 16 de junio       | Hungría      | Budapest        | Plaza de los Héroes           | teloneados por Omega         |
| 20 de junio       | España       | Vitoria         | Azkena Rock Festival          |                              |
| 11 de julio       | Suecia       | Rättvik         | Dalhalla                      |                              |
| 12 de julio       | Finlandia    | Lahti           | Lahden Yöt Festival           |                              |
| 18 de julio       | Italia       | Padua           | Hydrogen Festival             |                              |
| 26 de julio       | Finlandia    | Kuopio          | Kuopio RockCock Festival      |                              |
| 1 de agosto       | Austria      | Graz            | See-rock Festival             |                              |
| 13 de septiembre  | Francia      | La Courneuve    | Fete de l'Humannité           |                              |
| 27 de noviembre   | Países Bajos | Róterdam        | Ahoy Rotterdam                | teloneados por The Treatment |
| 29 de noviembre   | Bélgica      | Bruselas        | Palais 12                     | teloneados por The Treatment |

## Fechas modificadas
| Fecha                    | País           | Ciudad         | Motivo                                                                                  |
| ------------------------ | -------------- | -------------- | --------------------------------------------------------------------------------------- |
| 20 de abril de 2010      | Bielorrusia    | Minsk          | Por problemas de vuelo de James Kottak, cambiado para el 29 de abril                    |
| 30 de junio de 2010      | Estados Unidos | Columbus       | Cancelado por problemas vocales de Klaus Meine                                          |
| 6 de octubre de 2010     | Grecia         | Atenas         | Por problemas vocales de Klaus Meine, cambiado para el 27 de octubre                    |
| 9 de octubre de 2010     | Bulgaria       | Sofía          | Por problemas vocales de Klaus Meine, cambiado para el 25 de octubre                    |
| 22 de noviembre de 2011  | Francia        | Tours          | Por problemas vocales de Klaus Meine, cambiado para el 10 de diciembre                  |
| 10 de diciembre de 2011  | Francia        | Tours          | Por problemas vocales de Klaus Meine, cambiado para el 28 de enero de 2012              |
| 9 de abril de 2012       | Francia        | Lille          | Por problemas vocales de Klaus Meine, cambiado para el 7 de noviembre                   |
| 10 de abril de 2012      | Francia        | Reims          | Por problemas vocales de Klaus Meine, cambiado para el 22 de noviembre                  |
| 12 de abril de 2012      | Francia        | Limoges        | Por problemas vocales de Klaus Meine, cambiado para el 9 de noviembre                   |
| 13 de abril de 2012      | Francia        | Pau            | Por problemas vocales de Klaus Meine, cambiado para el 10 de noviembre                  |
| 10 de septiembre de 2012 | Brasil         | Belo Horizonte | Por problemas de transporte de equipos desde México, cambiado para el 11 de noviembre   |
| 18 de septiembre de 2012 | Paraguay       | Asunción       | Cancelado por fuerte tormenta durante el show                                           |
| 13 de octubre de 2012    | Alemania       | Múnich         | Por cierre del recinto Olympiahalle para reparaciones, cambiado para el 17 de diciembre |

## Músicos
| Músicos de la banda - Klaus Meine: voz - Matthias Jabs: guitarra líder, talk box y coros - Rudolf Schenker: guitarra rítmica y coros - Paweł Mąciwoda: bajo y coros - James Kottak: batería y coros Bateristas en reemplazo de James Kottak - Marc Cross (5 de abril de 2014) - Johan Franzon (28, 29 de abril; 1, 2, 4 de mayo; 13, 16, 20 de junio; 11, 12, 18, 26 de julio; 1 de agosto; 13 de septiembre de 2014) Artistas invitados; conciertos sinfónicos - Orquesta Presidencial de la República de Bielorrusia (19 de octubre de 2013) - Orquesta Sinfónica SOFIA de Moscú (22, 23, 26 y 29 de octubre de 2013) - Orquesta Sinfónica Nacional de Ucrania (5 y 7 de noviembre de 2013) - Orquesta Filarmónica de Krasnodar (18, 22, 24, 26, 28 y 30 de marzo de 2014) - Cámara Orquestal B-A-C-H (2 de abril de 2014) | Artistas invitados; conciertos acústicos MTV Unplugged - Mikael Nord Andersson: guitarra, mandolina, lap steel y coros - Martin Hansen: guitarra, armónica y coros - Ola Hjelm: guitarra y coros - Hans Gardemar: piano, acordeón y coros - Ingo Powitzer: guitarra y guitarra barítono - Pitti Hecht: percusión - Irina Shalenkova: violín (líder) - George Gaitanos y Lilia Giousoupova: viola - Elena Shalenkova, Ewa Moszynska, Katja Kaminskajia: violín Cantantes invitados solo shows MTV Unplugged en Grecia - Cäthe: voz en «In Trance» - Johannes Strate: voz en «Rock You Like a Hurricane» - Morten Harket: voz en «Wind of Change» |